# Olana
Olana es una casa museo histórica y una propiedad en Greenport, en el estado de Nueva York (Estados Unidos). Está situada cerca de la ciudad de Hudson y fue el hogar de Frederic Edwin Church, una de las principales figuras de la escuela del río Hudson. La pieza central de Olana es una villa ecléctica con vistas a un parque y una granja en funcionamiento diseñada por el artista. La residencia tiene una amplia vista del valle del río Hudson, las montañas Catskill y la cordillera Taconic. Church y su esposa Isabel nombraron su propiedad en honor a una fortaleza en la antigua Gran Persia (actual Armenia), que también dominaba un valle fluvial.
Olana es una de los pocas casas de artistas intactas en Estados Unidos; fue designada Monumento Histórico Nacional en 1965. Es un excelente ejemplo de arquitectura orientalista. Es propiedad y está operada por la Oficina de Parques, Recreación y Preservación Histórica del Estado de Nueva York, y también cuenta con el apoyo de The Olana Partnership, una organización sin fines de lucro 501 (c) (3). El edificio principal es una obra maestra arquitectónica del arquitecto Calvert Vaux en estrecha colaboración con Church. La villa de piedra, ladrillo y estarcido policromado es una mezcla de estilos victoriano, persa y morisco. El interior sigue siendo muy parecido a lo que era durante la vida de Church, amoblado y decorado de forma exótica con objetos de sus viajes por el mundo y con unas 40 pinturas de Church y sus amigos. La casa está intrincadamente estampada por dentro y por fuera; Church diseñó las plantillas basándose en sus viajes por Oriente Medio. La casa contiene el último estudio de Church, construido como una adición de 1888 a 1890.

## Historia

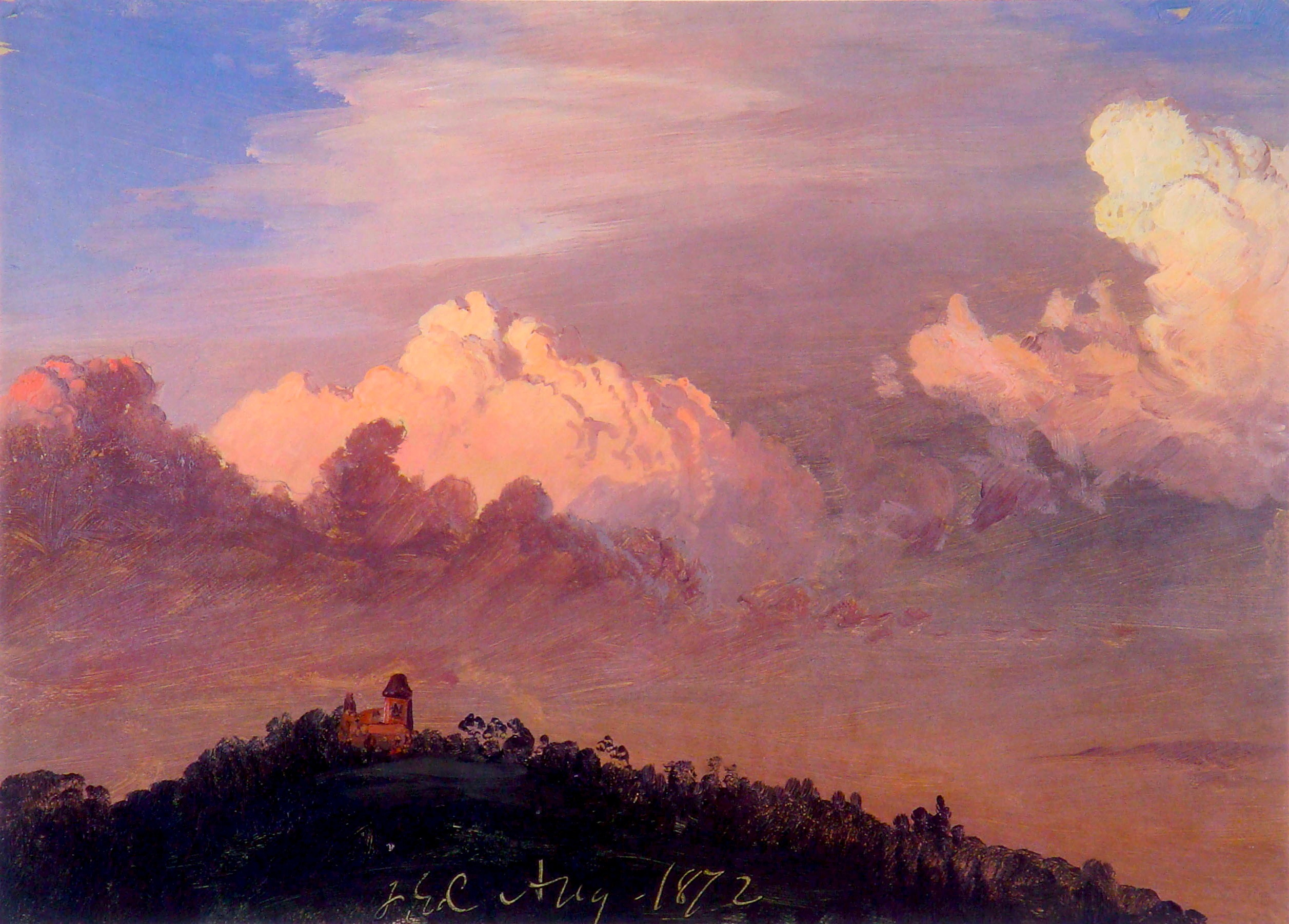
Clouds over Olana ('Nubes sobre Olana'), por Frederic Edwin Church, 1872

En 1845, Frederic Church dibujó por primera vez en la propiedad que se convertiría en Olana. En ese entonces era alumno de Thomas Cole, una figura fundadora de la escuela del río Hudson. El 31 de marzo de 1860, unos meses antes de su matrimonio con Isabel Carnes, Church regresó para comprar un granja de 51 hectáreas (ha) en una ladera orientada al sur de una colina en el condado de Columbia, cerca de las prósperas ciudades de Hudson y Catskill, en el estado de Nueva York.
El primer elemento que agregó a la propiedad fue una pequeña casa de campo, que se cree que fue diseñada por Richard Morris Hunt. Además, Church diseñó jardines y huertos, dragó un pantano para crear un lago de 4 ha, plantó árboles y construyó un estudio. Frederic e Isabel Church llamaron a su casa "Cozy Cottage" y a su propiedad "la Granja".
Los Church tuvieron un hijo en 1862 y una hija en 1865. Pero su vida bucólica en Olana cambió en marzo de 1865 con la muerte de los niños por difteria. Afligidos, los padres viajaron con amigos a Jamaica durante cuatro meses y luego a un retiro en Vermont. 
A fines de 1865, la pareja regresó a Cozy Cottage para comenzar de nuevo. Frederic Joseph Church nació en el otoño de 1866, el primero de tres hijos y una hija que fueron criados hasta la edad adulta en Olana.
En 1867, Church adquirió una parcela de bosques en la cima de su colina y comenzó a planear una casa grande para el sitio. Después de un viaje de 18 meses a Europa y Oriente Medio, contrató al arquitecto Calvert Vaux y trabajó con él en el diseño de la mansión, que se construyó entre 1870 y 1872.
Los Church acogieron a figuras notables del mundo literario, religioso, artístico y empresarial: el escritor Charles Dudley Warner y su esposa pianista Susan, la autora y artista Susan Hale, el escultor Erastus Dow Palmer y su esposa Mary Jane, el industrial William H. Osborn y su esposa Virginia y el humorista Mark Twain. Para la Navidad de 1879, Isabel Church le regaló a su esposo varios libros sobre la geografía del antiguo Oriente Medio, y poco después la pareja comenzó a llamar a su propiedad "Olana".
Church mejoró continuamente la propiedad, trazando caminos escénicos para carruajes y agregando un ala de estudio a la casa entre 1888 y 1891. Aunque los Church a menudo pasaban el invierno en climas más cálidos y pasaban tiempo en Nueva York, Olana era su residencia principal.
Tras la muerte de Isabel en 1899 y la de Frederic en 1900, la propiedad fue heredada por su hijo Louis, quien se casó con Sarah Baker Good (conocida como Sally) en 1901. Louis y Sally Church mantuvieron la propiedad en gran parte como se les había dejado, agregando acres adicionales para la agricultura. Tras la muerte de Sally en 1964, un sobrino heredó la propiedad y tenía la intención de venderla a los constructores en una subasta pública. Tras una campaña contra la demolición liderada por el académico David C. Huntington, que culminó con un artículo de portada de la revista Life, Nueva York compró la propiedad en 1966 y esta se abrió al público.

## Paisaje

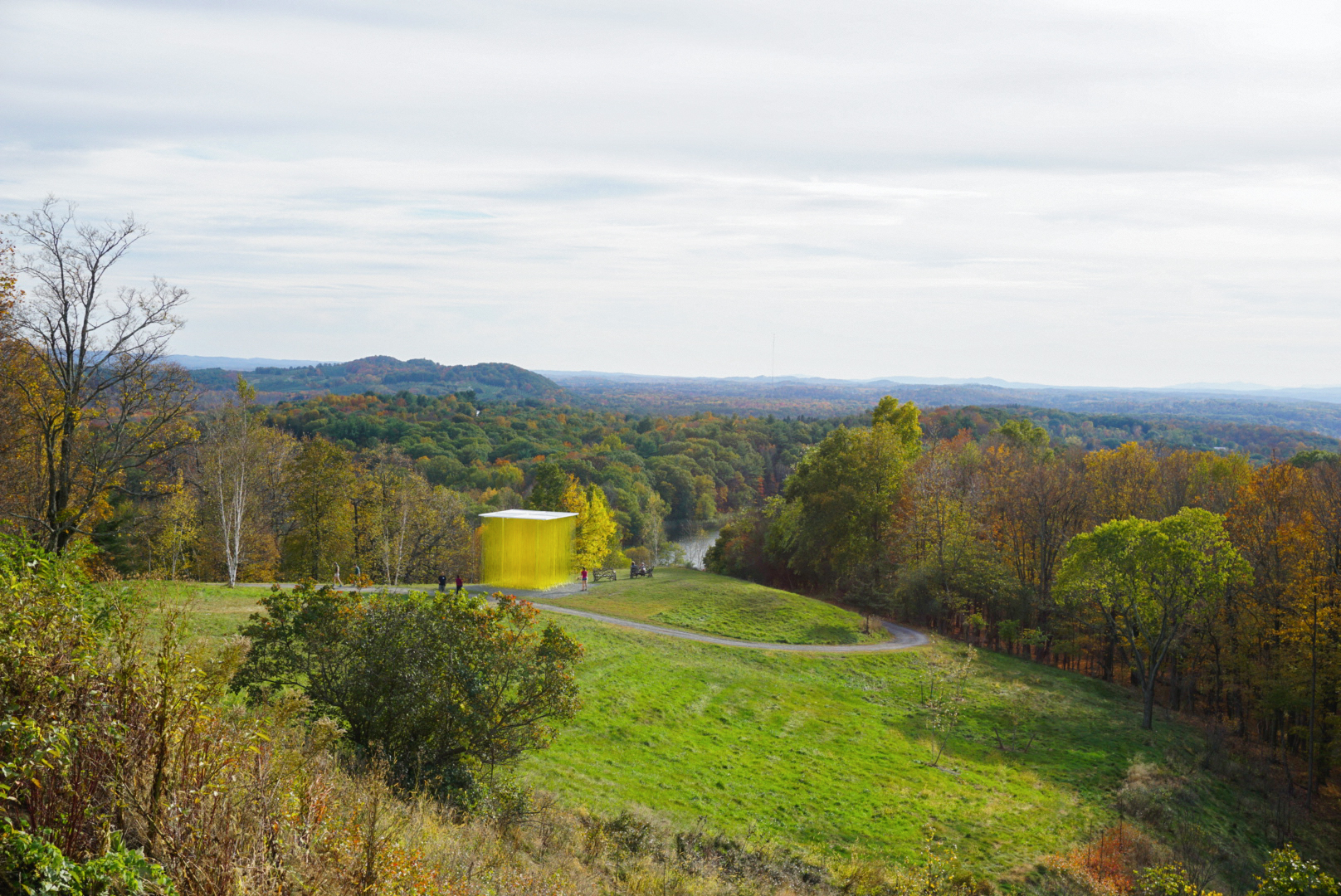
Parte del paisaje y la cuenca visual de Olana

Durante los últimos cuarenta años de su vida, Frederic Church realizó el diseño paisajístico de 1 km² en Olana. En una carta de 1884, escribió sobre su trabajo en los terrenos de Olana: "Puedo hacer más y mejores paisajes de esta manera que alterando el lienzo y la pintura en el estudio". Hoy Olana es conocida como uno de los paisajes pintorescos sobrevivientes más importantes de los Estados Unidos. Ha sido comparado con Central Park, diseñado por Frederick Law Olmsted y Calvert Vaux.
Church comenzó el diseño del paisaje físico en Olana buscando durante tres años la propiedad ideal. Había caminado y dibujado a lo largo de gran parte de Nueva Inglaterra y en otros lugares en ese momento, pero sus dos años de formación estudiando con Thomas Cole en la cercana Catskill, Nueva York, lo llevaron de regreso al Valle de Hudson. La finca de la Iglesia cubre una serie de pequeños montículos que se elevan hasta el Sienghenbergh, que en holandés significa "Long Hill", donde se encuentra la casa principal. Desde varios puntos alrededor de la propiedad, se tienen vistas del río Hudson, las cordilleras Catskill, Taconic y Berkshire, así como de Nueva York, Connecticut, Massachusetts y Vermont.
En 1860, Frederic Church hizo su adquisición inicial de una granja de 60 ha, que convirtió en una granja ornamental. Alrededor de Cozy Cottage, se crearon un huerto rentable de 6,3 ha y 1,7 ha de huertos de frutas y verduras, además de pastos y tierras de cultivo, cada uno con un carácter visual distinto. La familia siempre llamó a su lugar "la granja", pero cuando compró la tierra, Church tomó aproximadamente la mitad de la producción agrícola activa para crear un parque ajardinado. En este parque, Church plantó miles de árboles nativos (muchos trasplantados de otras partes del sitio); creó un lago de 40 000 m² en un humedal; construyó un estudio independiente, una casa de verano y bancos y barandas rústicas; y diseñó 8 km de unidades de carro pavimentadas con pizarra roja triturada extraída en el sitio. Church adquirió estratégicamente parcelas adyacentes adicionales hasta que su propiedad abarcó 101 ha y la cima de la colina donde ahora se encuentra la casa principal en Olana.
Para ocultar, revelar y enmarcar las vistas de su propia propiedad y el valle de Hudson más amplio, Church combinó accidentes geográficos naturales con el diseño cuidadoso de carruajes y extensas plantaciones de árboles y arbustos. Frederick Law Olmsted pensó en esos paisajes como "imágenes" por las que la gente podría deambular. Además de entretener a menudo, los Church abrieron los terrenos de Olana al público. Desde los populares carruajes, los visitantes experimentaron las viñetas de paisajes del artista casi como si fueran cine, en una secuencia coreografiada por Church. El aspecto último del paisaje diseñado por Church es la vista desde la casa principal. Allí, el suelo desciende bruscamente, el Hudson se ensancha a 3 km de ancho, y los Catskills se elevan abruptamente. Al igual que las vistas pintadas de Church de las cataratas del Niágara, los icebergs canadienses y los volcanes de América del Sur, esta escena captura la majestuosidad de la naturaleza. Para el artista y sus contemporáneos, esta vista también capturó la esencia de su nueva nación con referencias a la historia pionera, la fortaleza económica actual y los distinguidos legados literarios y artísticos del Grupo Knickerbocker y la Escuela del Río Hudson de la región.

## Residencia principal

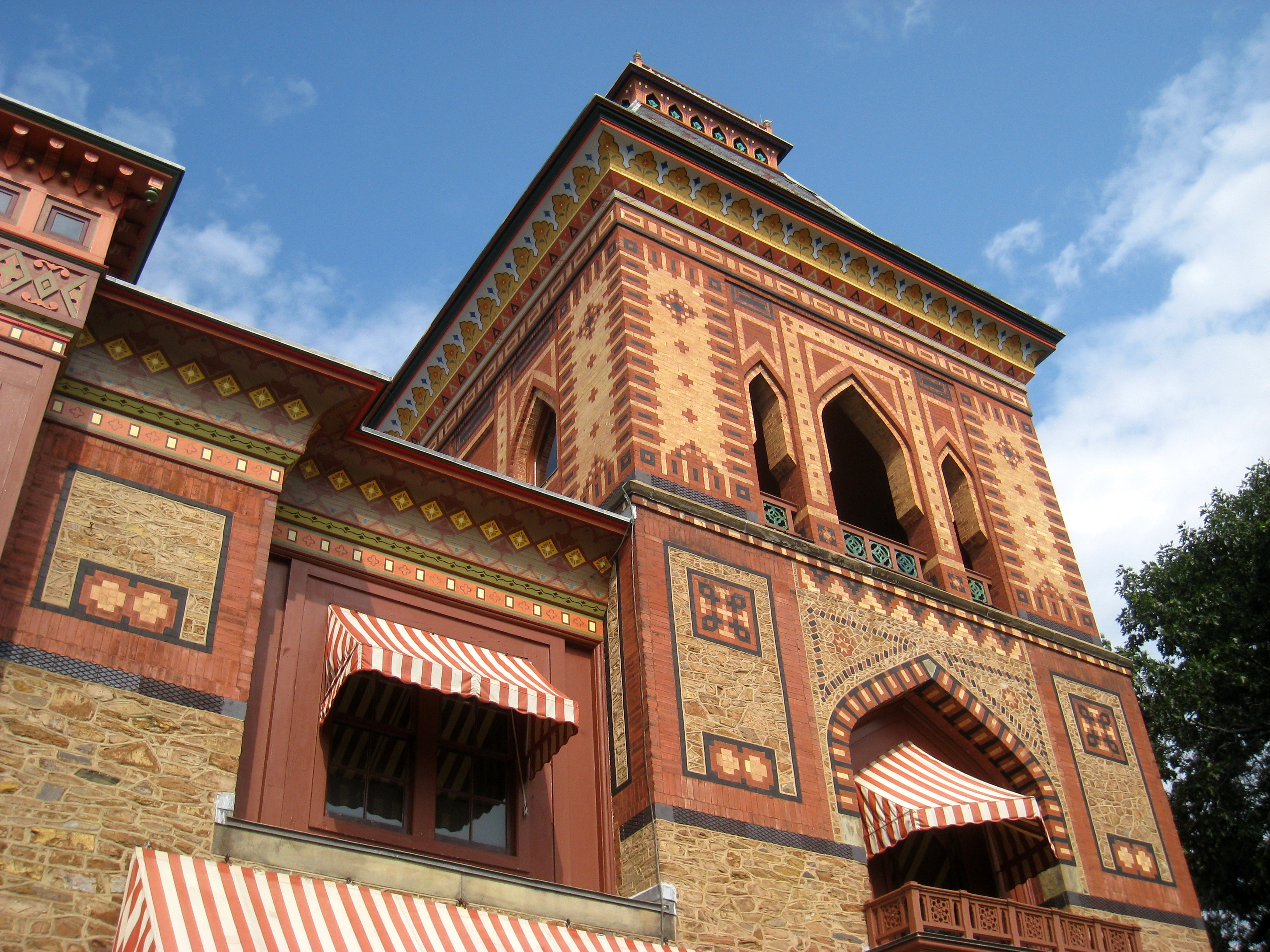
La fachada sur de la casa principal.

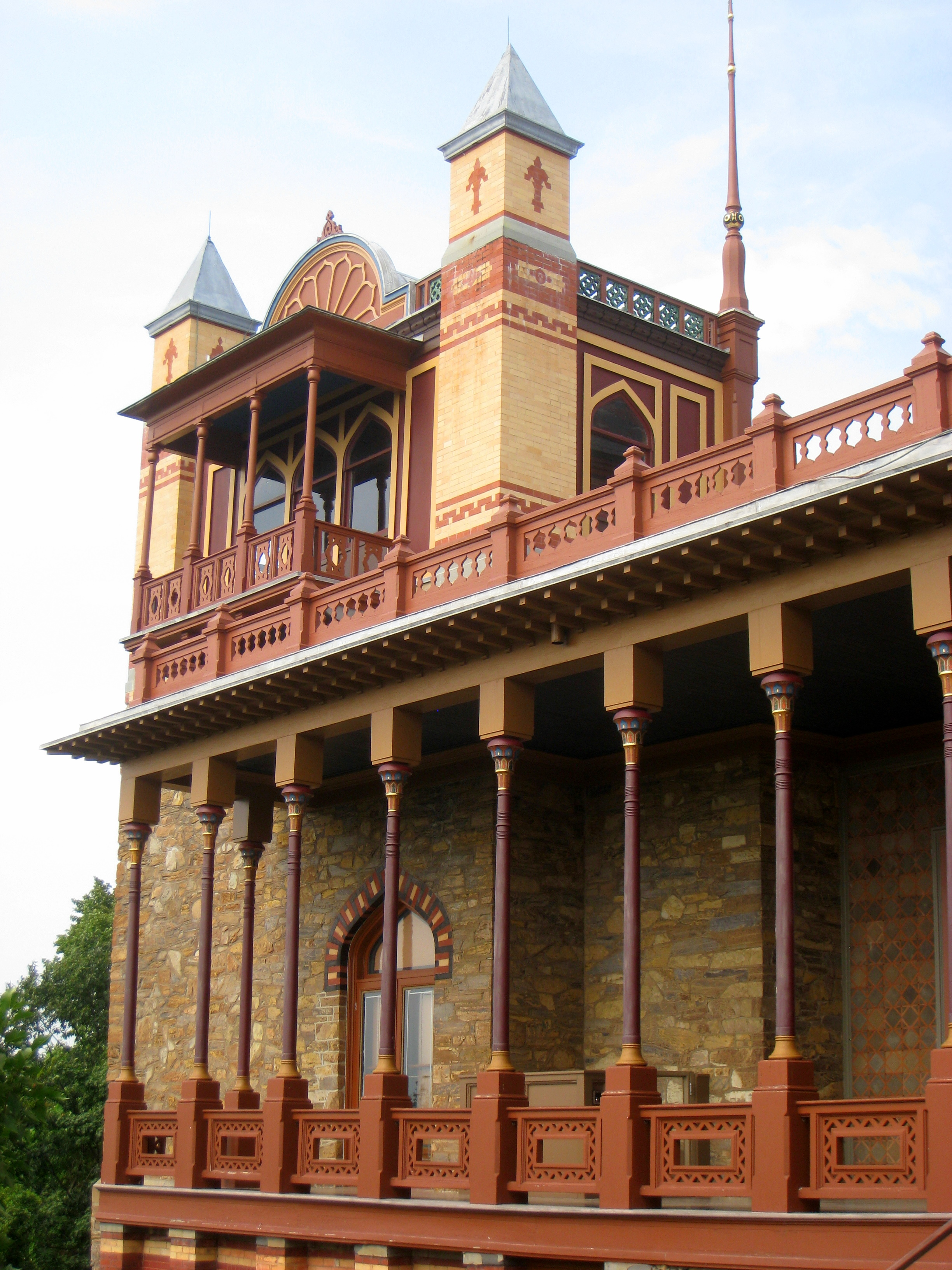
Vista de la Piazza y Studio Tower

La villa de piedra, ladrillo y policromía de Olana es una mezcla inusual de elementos estructurales victorianos y motivos decorativos del Oriente Medio de diferentes épocas y lugares. Los elementos moriscos se mezclan con temas italianos contrastantes. Frederic e Isabel Church quedaron impresionados por la arquitectura que habían visto en sus viajes a Beirut, Jerusalén y Damasco en 1868. A su regreso a su granja, abandonaron los planes preliminares de Richard Morris Hunt delineando una casa solariega al estilo francés. En cambio, Church trabajó en estrecha colaboración con el arquitecto Calvert Vaux para realizar una visión más personal. Church fue responsable del diseño general y gran parte de los detalles, con la participación de Vaux esencialmente como consultora. Church le escribió a un amigo: "Estoy construyendo una casa y soy principalmente mi propio arquitecto. Doy direcciones todo el día y dibujo planos y dibujos de trabajo toda la noche". El resultado fue una villa con una masa asimétrica de torres y mampostería de bloques salpicada por fantásticas ventanas y porches. La silueta irregular del exterior contrastaba con el ritmo más regular de las habitaciones dispuestas en torno a una sala central. En el exterior, se realizaron motivos de Oriente Medio en ladrillo de colores, pizarra, baldosa cerámica y especialmente estarcido. Las cornisas de las secciones separadas de la estructura estaban adornadas con estarcido multicolor y dorado, los patrones diseñados por el propio Church. El estarcido continuó en las habitaciones principales del primer piso. Juntos, los diversos motivos y temas crean una unidad artística única, difícil de categorizar. Se le ha llamado de diversas formas persa-morisco-ecléctico e italiano-oriental-pintoresco. El poeta John Ashbery describió los resultados: "El conjunto es impresionante y, a pesar de la proliferación de elementos arquitectónicos y la decoración de azulejos policromos, no está ocupado sino solemne y salvajemente fantasioso, como la pintura de Church".
Church diseñó o encargó muchos otros dispositivos ingeniosos, como ventanas de vidrio ámbar superpuestas con patrones de papel cortado y carpintería de teca tallada por los talleres de Lockwood de Forest en Ahmadabad, India. Sin un asesor arquitectónico, Church diseñó y construyó el ala del estudio en el extremo oeste de la casa, que incluía habitaciones para invitados y una sala de observación acristalada en la torre. Al describir su casa a un periodista, Church la caracterizó como "persa, adaptada a Occidente".
Los muebles que Frederic e Isabel adquirieron a lo largo de sus vidas permanecen en la casa. Hay pinturas de Frederic Church, así como obras de arte de su mentor Thomas Cole y sus amigos Martin Johnson Heade y Erastus Dow Palmer. El comedor alberga una colección de pinturas de Maestros Antiguos. El surtido ecléctico de muebles y artes decorativas incluye alfombras, trabajos en metal, cerámica y vestuario del Oriente Medio, arte popular y bellas artes de México, y muebles de alto estilo estadounidense y oriental. La residencia principal de Olana ha sido descrita como un excelente ejemplo del Movimiento Estético en Estados Unidos.

## Obras creadas
Frederic Church ejecutó algunas de sus obras más famosas en Olana, en un estudio ubicado en la colina sobre la Cozy Cottage. A lo largo de su vida, pero especialmente en la década de 1850, Church viajó por América del Norte y del Sur, haciendo bocetos al óleo y lápiz que sirvieron como notas para la obra de arte que vendría. Aunque las principales obras de arte de Church parecen ser transcripciones del paisaje, son, como Church las llamó, "composiciones", compuestas de sus bocetos y sus propias intenciones artísticas. En las décadas de 1860 y 1870, este proceso tuvo lugar en Olana, y también en el Tenth Street Studio Building en Nueva York. Por lo general, Church hizo la mayor parte de su trabajo en el estudio de Olana y luego terminó la pintura en Nueva York. Church también hizo bocetos vibrantes del paisaje de Olana; enmarcó algunos y los colgó en la residencia principal.
En el estudio de Olana realizó cientos de dibujos técnicos a lápiz y óleo para plantillas, repisas, pasamanos y otros elementos arquitectónicos de la casa principal. Con el inicio del reumatismo en la década de 1870, la pintura de Church se redujo severamente. Cada vez más, dirigió su atención a la propia Olana, mejorando el paisaje, comprando obras de arte para la casa y construyendo el ala del estudio.
Olana fue una de las casas de varios grandes artistas en el valle del río Hudson, comparable a Malkasten de Albert Bierstadt en Irvington (destruida por un incendio en 1882) y Ever Rest de Jasper Francis Cropsey, en Hastings-on-Hudson.
La cuenca visual de Olana comprende vistas panorámicas que comienzan en el valle del río Hudson y se extienden hacia Massachusetts, Vermont y Connecticut. Hacia el oeste, la cresta de Sieghenburgh cae abruptamente, ofreciendo una vista del río Hudson a través de una serie de árboles nativos plantados por Frederic Church en el siglo XIX. Al oeste del río Hudson se puede ver la cordillera oriental de las montañas Catskill. Hacia el suroeste y el sur, el terreno desciende hasta Quarry Hill y dirige el ojo a tres millas hacia la bahía de Inbocht. Al sureste y al este, Blue Hill se eleva en la distancia. En 1876, un periodista de Nueva York informó que "no hay mejores vistas en el mundo que las que él puede obtener desde sus ventanas". Church pasó más de treinta años diseñando meticulosamente el paisaje, incluida la excavación de un lago artificial en 1873 para reflejar el Hudson y agregar equilibrio a la cuenca visual, mientras tanto producía docenas de bocetos al óleo de la vista desde Olana. Church compró la propiedad en Long Hill debido a sus magníficas vistas: "Para su padre escéptico (que estaba financiando la compra), Church argumentó que el lote era importante para 'asegurar buenas aberturas para las vistas'" 
Después de la vida de Frederic Church, la Asociación Olana ha sido fundamental para desalentar la producción de dos proyectos industriales que habrían impedido la cuenca visual de Olana. En 1977, la Comisión Reguladora Nuclear y la Autoridad de Energía del Estado de Nueva York celebraron audiencias sobre la ubicación de una planta de energía nuclear en Cementon, al sur de Catskill y en la cuenca visual de Olana. La torre de enfriamiento propuesta habría alcanzado 250 pies de diámetro en su punto más alto, descargando una pesada columna y oscureciendo las vistas de las montañas Catskill desde varios lugares, incluida Olana. En las audiencias se utilizó una pintura de la vista sur de Olana de Frederic Church como evidencia para respaldar la importancia cultural e histórica de la cuenca visual de Olana. En 1979, la Autoridad de Energía del Estado de Nueva York anunció que estaba abandonando los planes para la planta de energía nuclear propuesta de Cementon.
El 14 de septiembre de 1998, St. Lawrence Cement anunció planes para una planta de cemento de carbón de 2,2 millones de toneladas en Hudson y Greenport, Nueva York, cerca de las orillas del río Hudson. En 2001, Riverkeeper y una amplia coalición ambiental, incluida Olana, solicitaron el estatus de parte consultiva en una audiencia de permiso del Departamento de Conservación Ambiental del Estado de Nueva York para el proyecto propuesto. El 24 de abril de 2005, después de una severa protesta de la comunidad de Hudson Valley y los ambientalistas, St. Lawrence Cement abandonó el proyecto Greenport.
Desde 1992, Scenic Hudson y sus socios de conservación han contribuido a la protección de más de 2,400 acres en la cuenca visual de Olana. En 2015, una servidumbre de conservación protegió las vistas de Letterbox Farm Collective, una granja cercana.

## Restauración y gestión
Olana es administrada por la Oficina de Parques, Recreación y Preservación Histórica del Estado de Nueva York, con el apoyo de Olana Partnership. Ambos trabajan para restaurar Olana a su apariencia de 1890. Un gran museo y archivo, que forma parte de la propiedad original de la Iglesia, está abierto al público e incluye más de 700 obras de la Iglesia, así como miles de obras de arte de otros artistas, incluidas pinturas de Martin Johnson Heade, Arthur Parton y John Thomas Peele. y numerosas obras del amigo íntimo de Church, el escultor Erastus Dow Palmer. El archivo, abierto a los académicos, contiene cartas, álbumes de recortes, facturas, recibos y otros artículos efímeros. Un centro de visitantes se encuentra en la antigua cochera, y un dormitorio de arriba se ha convertido en la Galería Evelyn y Maurice Sharp, que muestra exposiciones cambiantes de obras de arte extraídas principalmente de las colecciones de archivos.
El sitio se cerró durante la temporada de 2006 para una extensa renovación. Se estabilizaron las plantillas en las paredes y se colocaron alfombras nuevas en el Court Hall. Curadores y conservadores realizaron trabajos de rehabilitación de muebles, tapizados y textiles. Se mejoraron los sistemas de seguridad contra incendios y control del clima. La comisionada Carol Ash dijo en la reapertura en mayo de 2007: «La instalación de nuevos equipos de última generación subraya el compromiso del Estado de Nueva York de proteger este notable hito histórico, y esperamos mostrar una vez más el colecciones y paisajes extraordinarios de uno de nuestros recursos culturales más importantes».
La antigua casa de carretas en el complejo del granero ahora alberga programas educativos. Los planes futuros incluyen una reconstrucción de la casa de carretas y una estabilización del granero principal, para que se adapten mejor a su función como centros educativos durante todo el año. Olana ha sido citada como un ejemplo innovador de asociación público-privada. Olana aboga por la preservación de su línea de visión alentando las donaciones de servidumbres escénicas en propiedades y desalentando el desarrollo de proyectos industriales, como una planta de cemento propuesta y una planta de energía propuesta.

## Historiografía
Olana ha sido objeto de estudios académicos por una sucesión de estudiantes y expertos en la vida de Church. La catalogación y análisis de David C. Huntington a mediados de la década de 1960 se reconoce como el primer trabajo fundacional. A Huntington se le atribuye no solo haber salvado el sitio de la subasta pública, sino también haber llevado la reputación de Church de la oscuridad a la prominencia en relación con la escuela del río Hudson. Huntington teorizó que los bocetos y pinturas que Church exhibió en Olana, los que conservó directamente o los volvió a adquirir, fueron clave para comprender los valores personales del pintor.
Huntington supuso que el nombre "Olana" era una corrupción de un idioma antiguo un artículo en ese sentido se había publicado en la década de 1890 en el Boston Herald y se creyó durante muchas décadas. En 1966, Huntington restableció esta historia, escribiendo que la palabra árabe Al ' ana, que significa "nuestro lugar en las alturas", posiblemente fue transliterada al latín como "Olana". El historiador del arte y erudito de la Iglesia, Gerald L. Carr, no encontró ninguna confirmación de que las Iglesias hayan considerado este significado; en cambio, Carr creía que la respuesta estaba en una copia de la Geografía de Estrabón en la biblioteca de Olana, una obra de referencia en varios volúmenes que Isabel Church le dio a su esposo en la Navidad de 1879. Un volumen de esta obra clásica griega describe un tesoro fortificado llamado Olana, u Olane, situado en una ladera cerca del Río Aras en Artaxata, una ciudad en la actual Armenia, cerca de la frontera oriental de Turquía y el brazo noroeste de Irán. Carr asumió que los Church comenzaron a llamar a su residencia "Olana" después de leer a Strabo. John Ashbery estuvo de acuerdo, escribiendo en 1997 que Artaxata de Estrabón "era uno de los supuestos sitios del Jardín del Edén", y que los Church debían haber sentido un parentesco tanto con las cualidades idílicas como protegidas de la antigua Olana.

## Visitas
Olana se encuentra en la parte sur de Greenport, Nueva York, en el condado de Columbia, al sur de Hudson y al este de Catskill. En automóvil, se puede llegar a la finca desde la ruta 9G del estado de Nueva York, a menos de una hora en automóvil al sur de Albany. La estación de tren Amtrak más cercana está en Hudson. Los terrenos están abiertos durante el día durante todo el año y se puede acceder a las carreteras originales. Los recorridos organizados de la residencia generalmente están disponibles de martes a domingo, y los lunes festivos, de abril a octubre. De noviembre a marzo, los recorridos se realizan de viernes a domingo. Se recomiendan reservas para visitas a las casas. Se permite la fotografía en cualquier lugar del terreno, incluido el interior de la casa. El Hudson River Skywalk, una pasarela peatonal que cruza el puente Rip Van Winkle que se inauguró en 2019, conecta el sitio con el sitio histórico nacional Thomas Cole en Catskill.

## En la cultura popular
- Olana apareció en la producción de cuatro partes de A&E Network de Bob Vila , Guide to Historic Homes of America.[38] Para el primer episodio, sobre el tema de las casas históricas en el noreste de Estados Unidos, Vila y su equipo viajaron a cinco lugares que contienen estructuras históricas, incluida Olana.
- El álbum de Marc Cohn  de 1988 Burning the Daze incluye una canción titulada "Olana", sobre la iglesia y la construcción de la propiedad.

## Galería

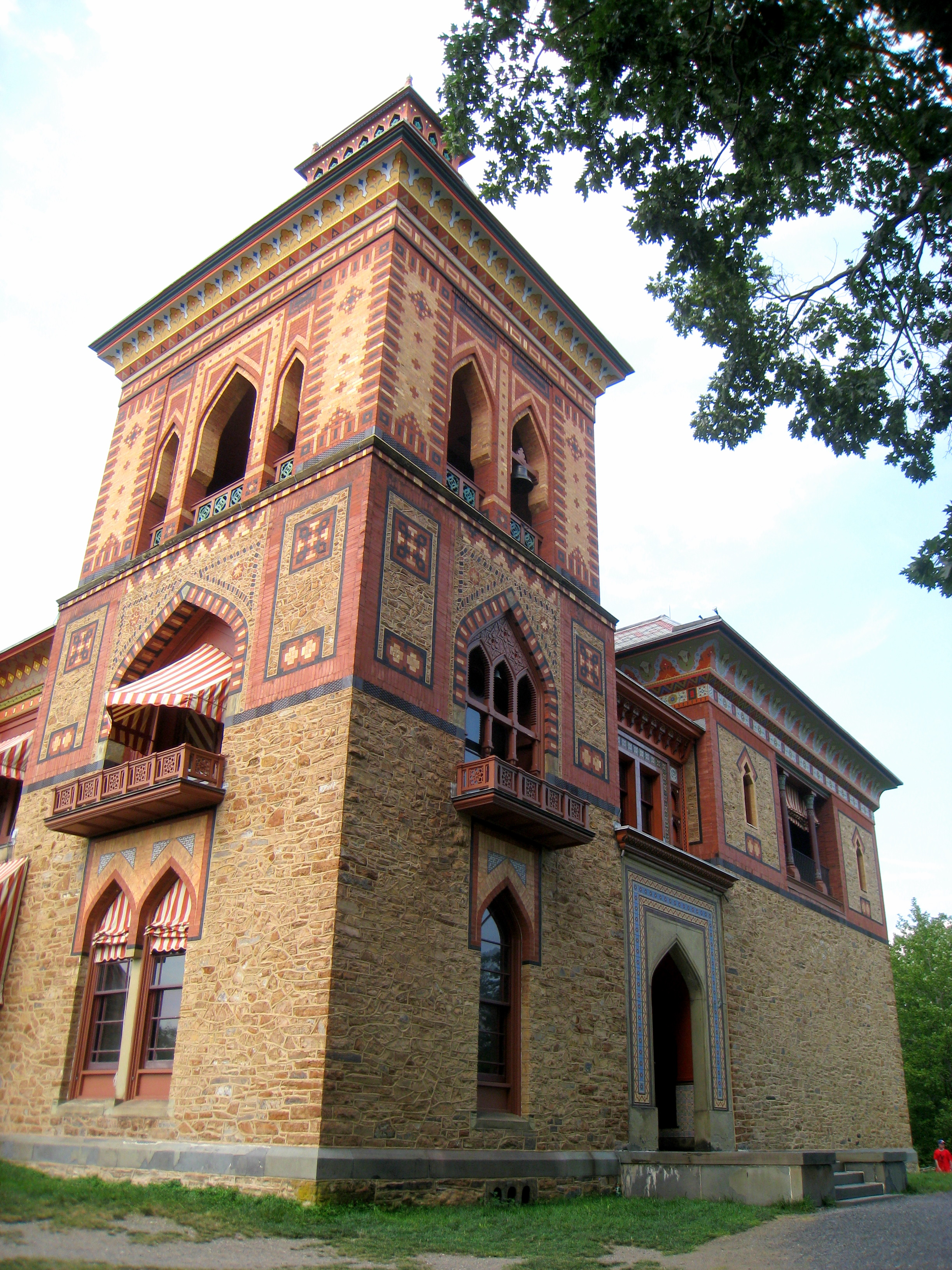
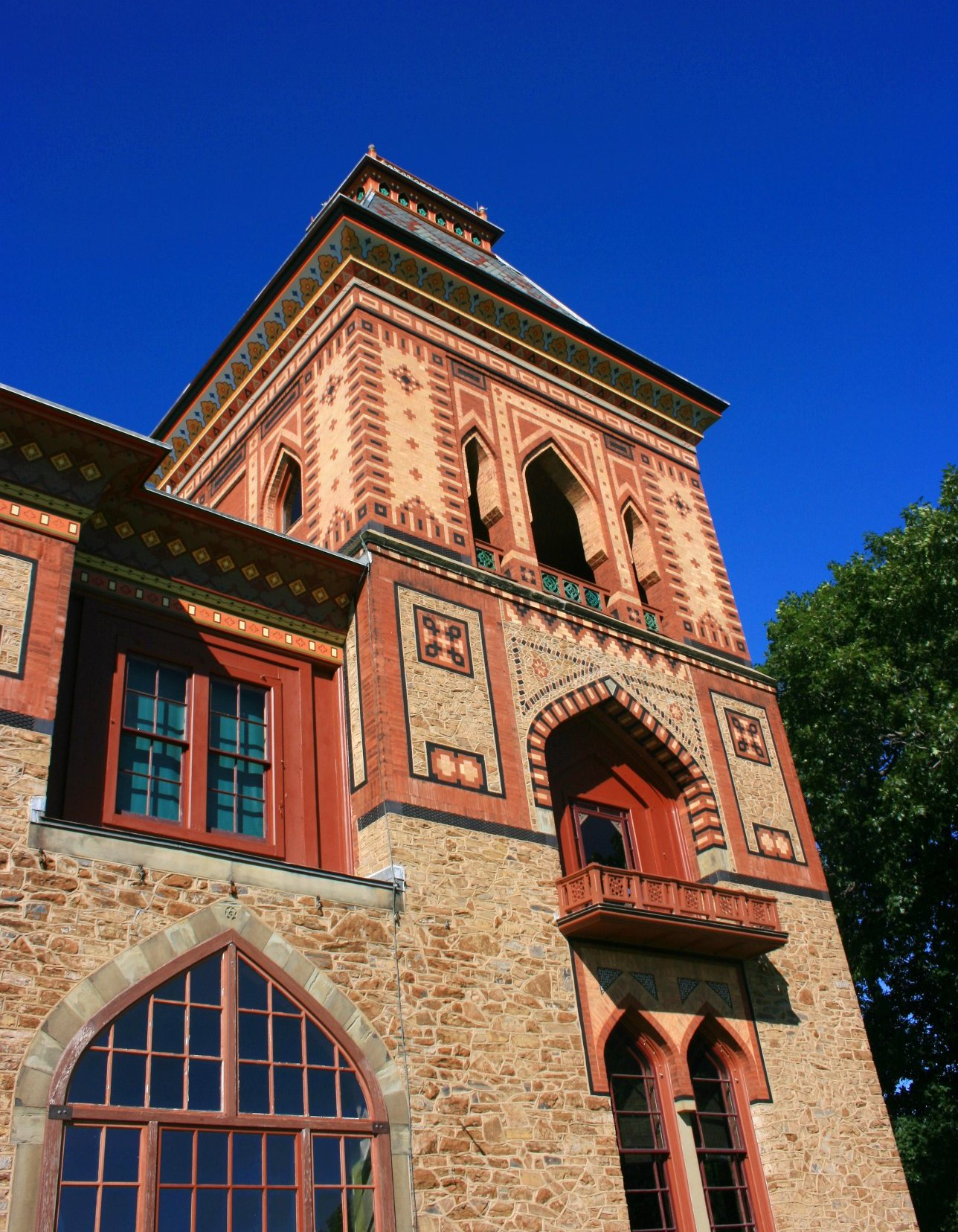
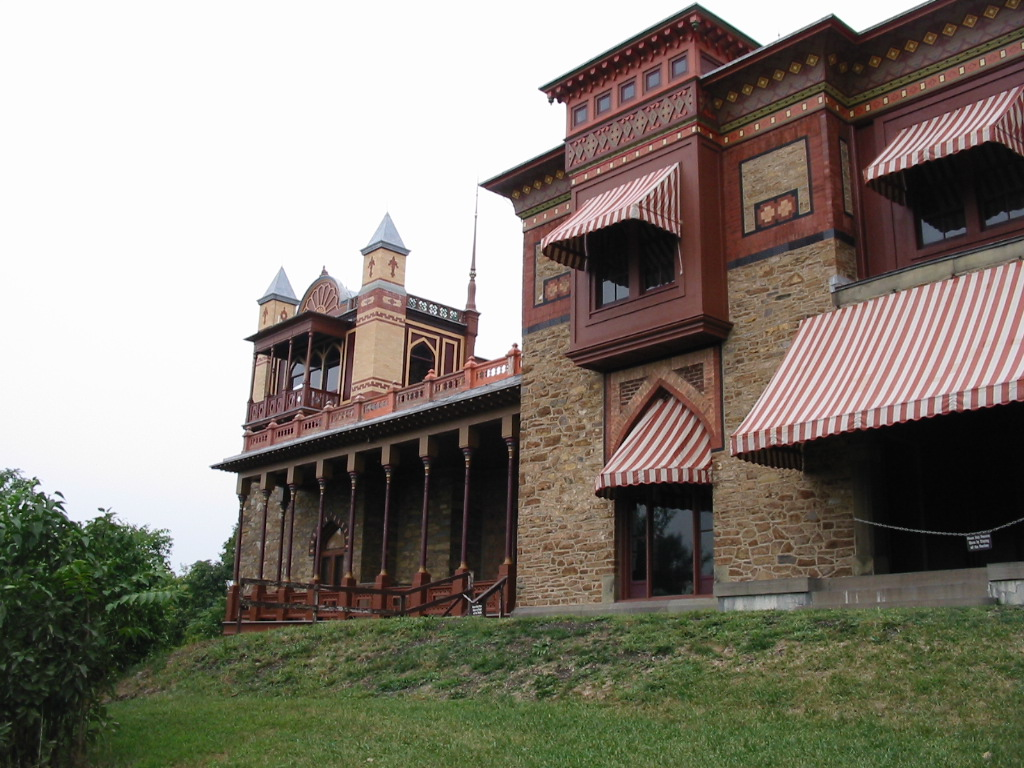
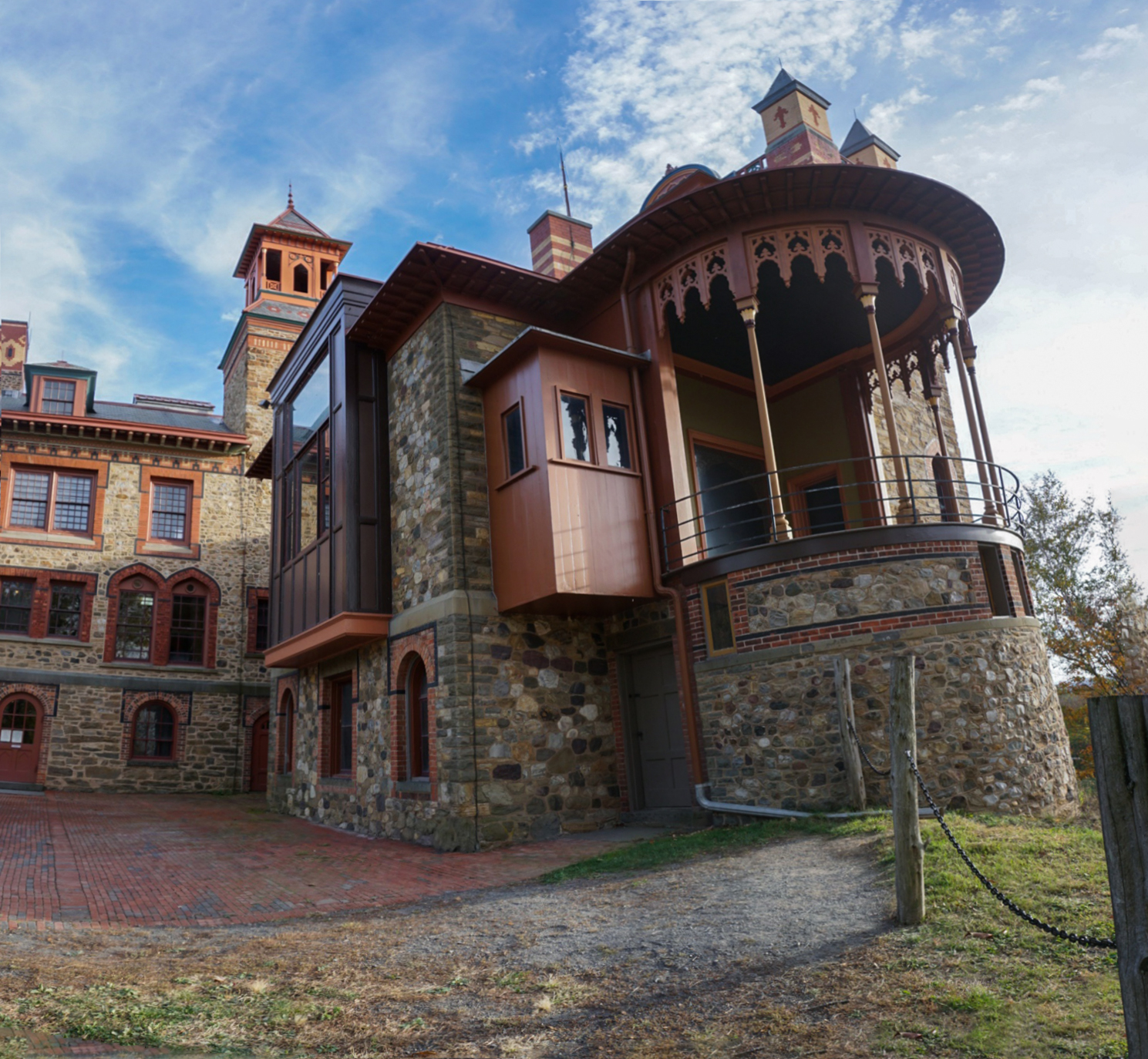
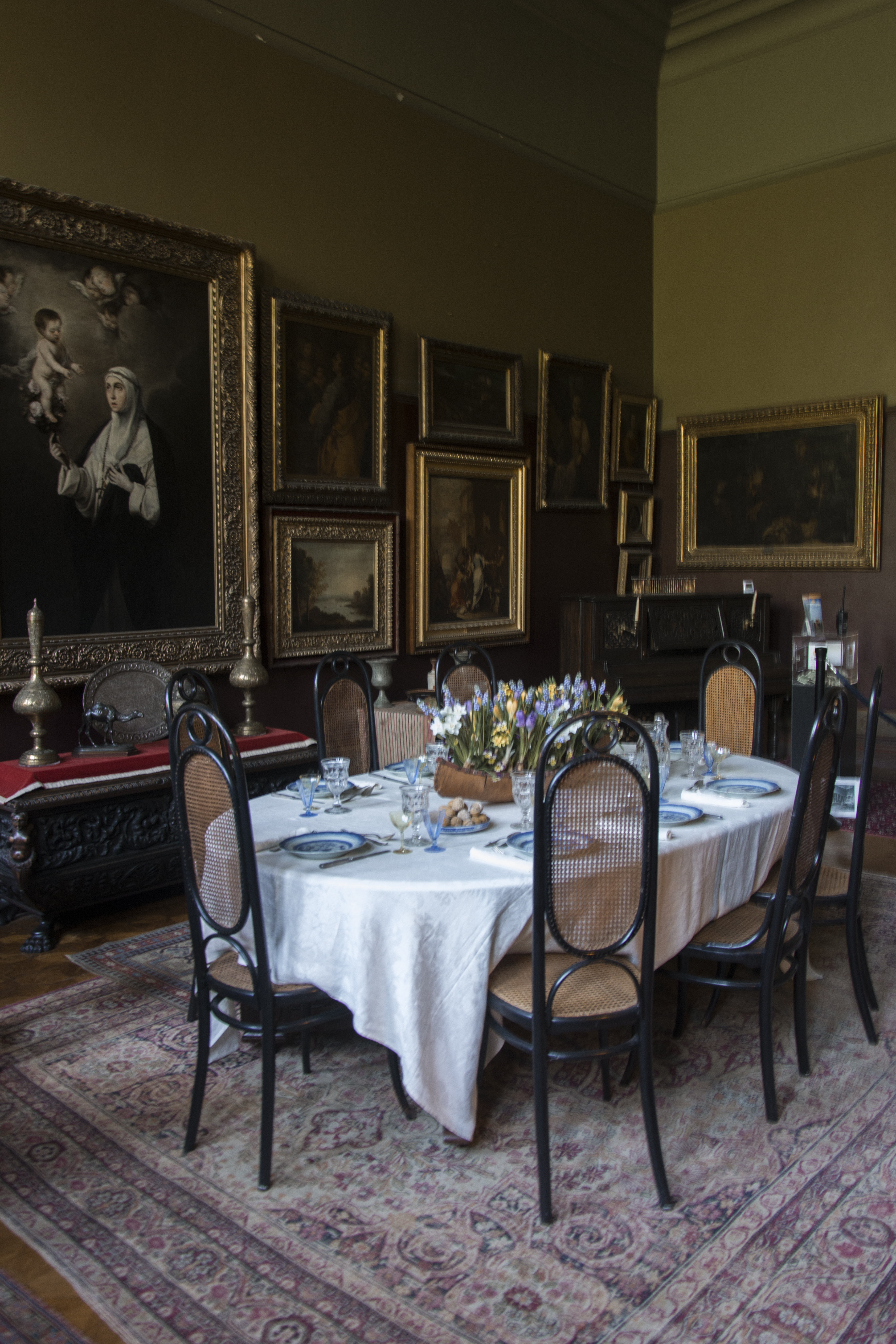
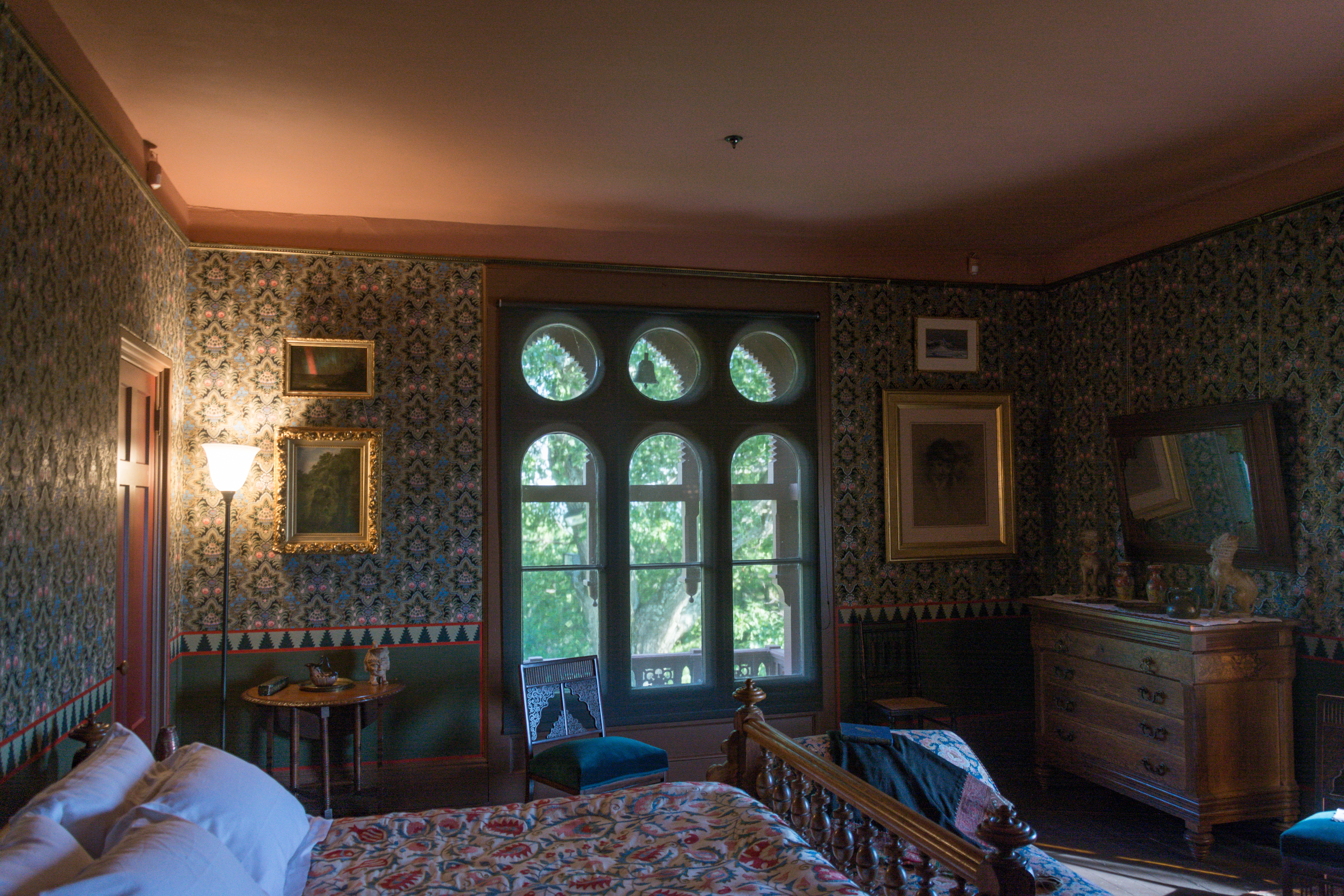
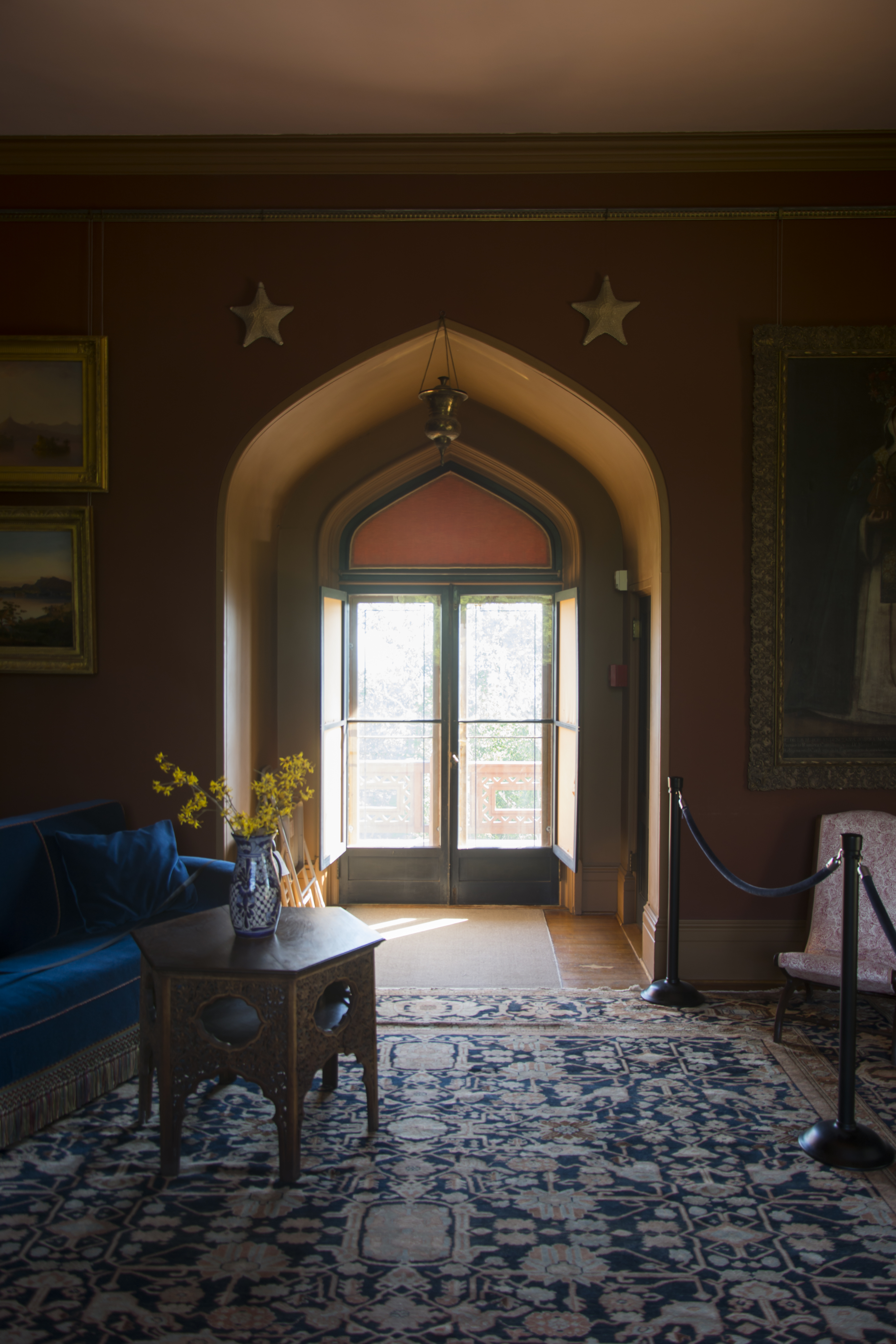
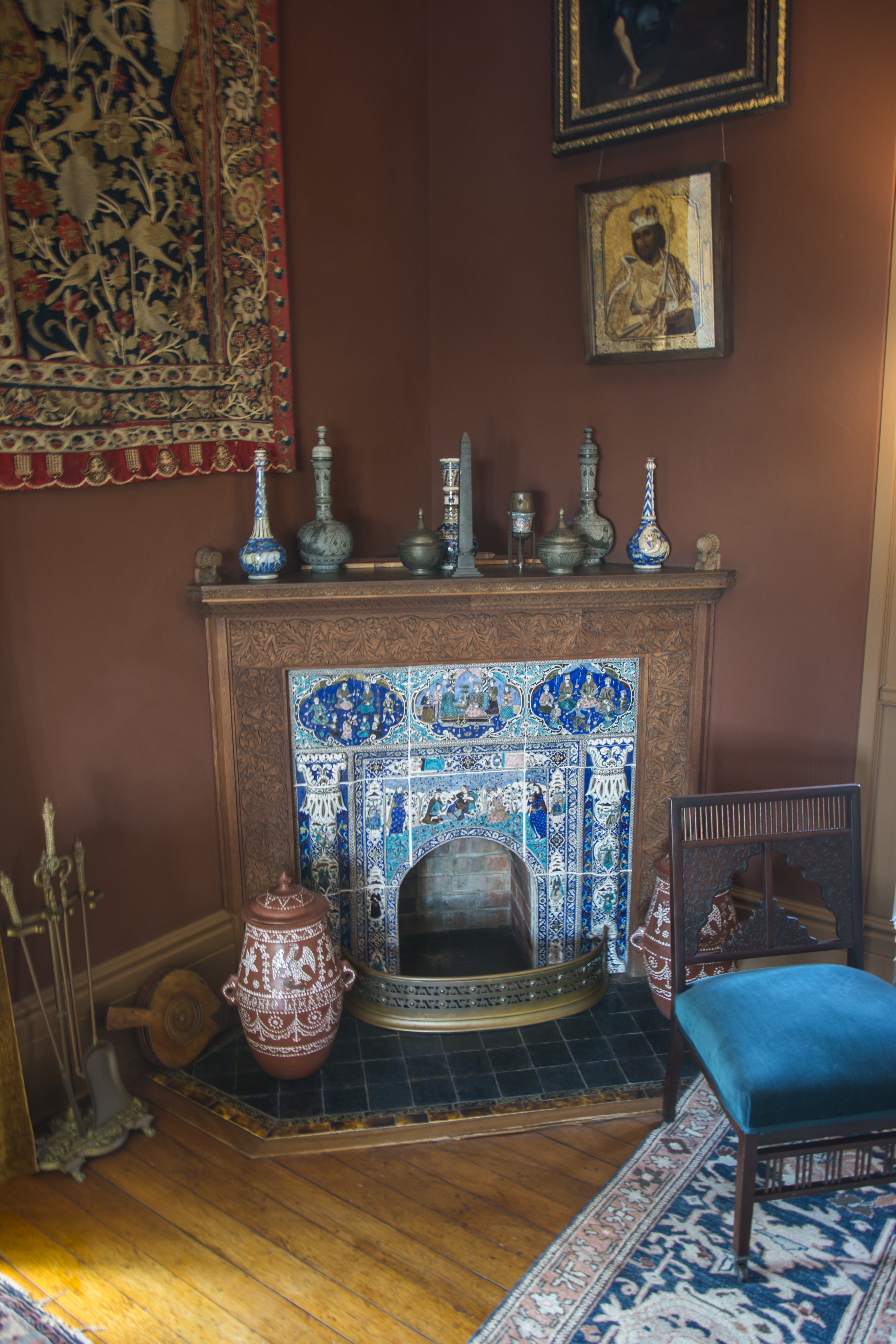
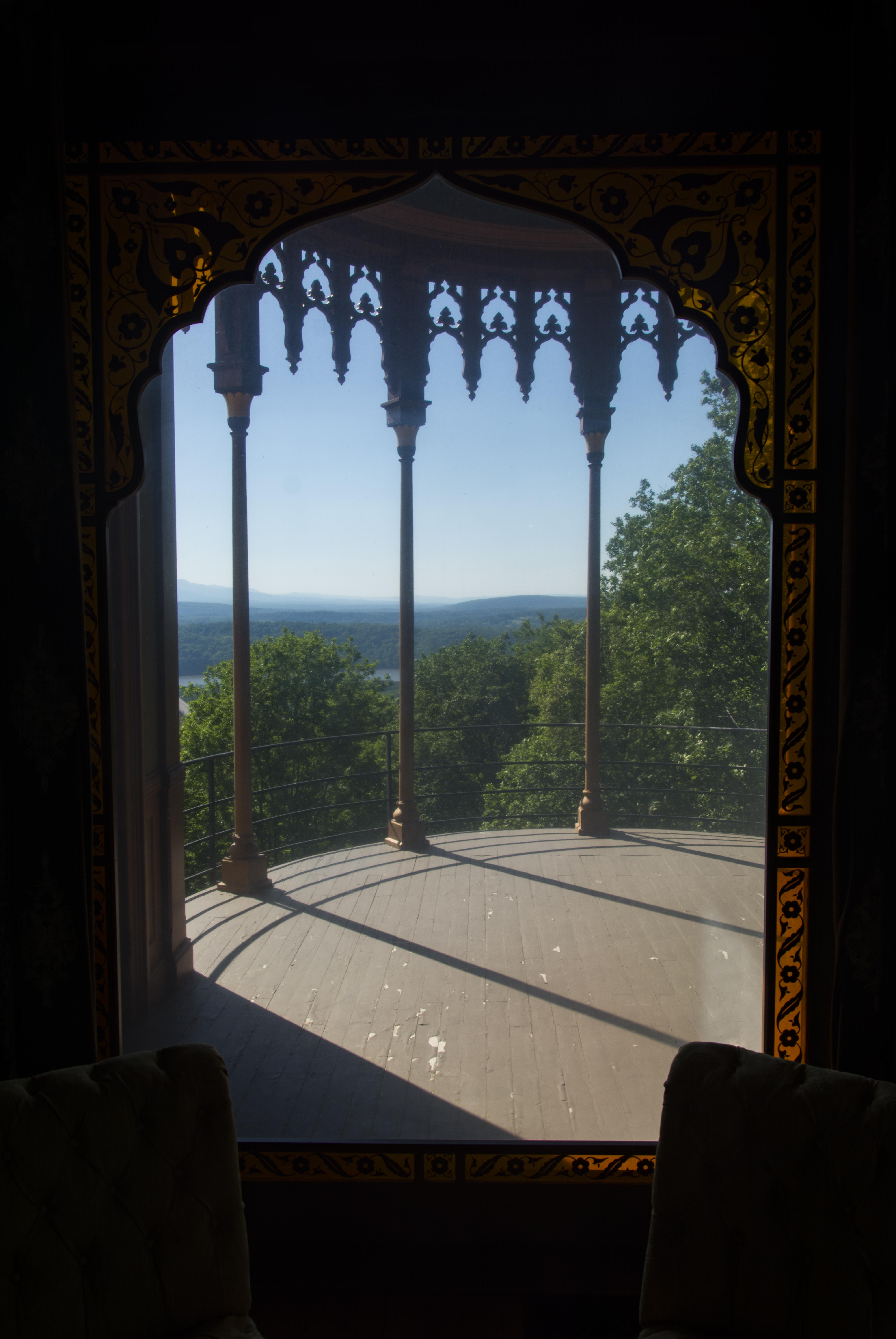
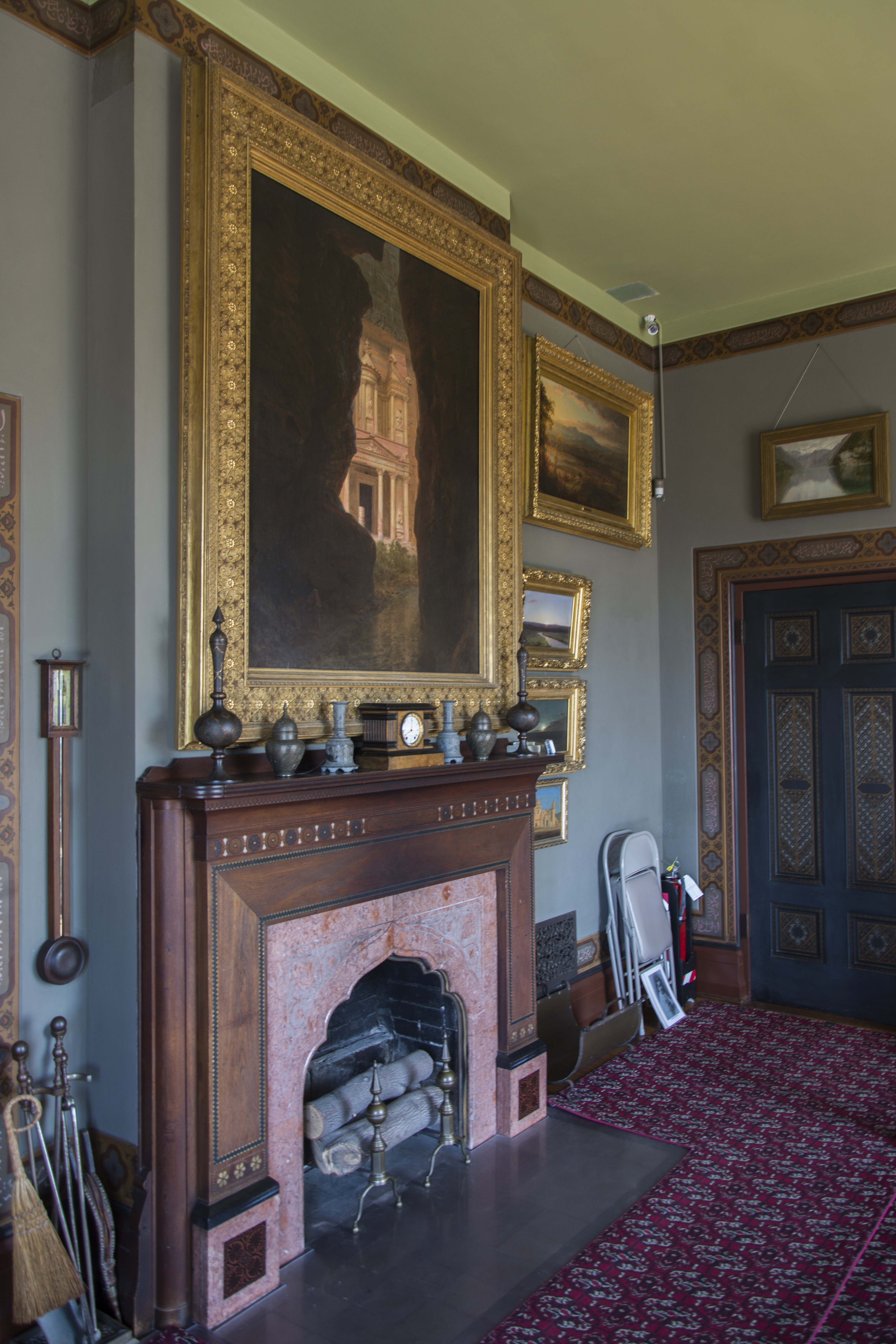
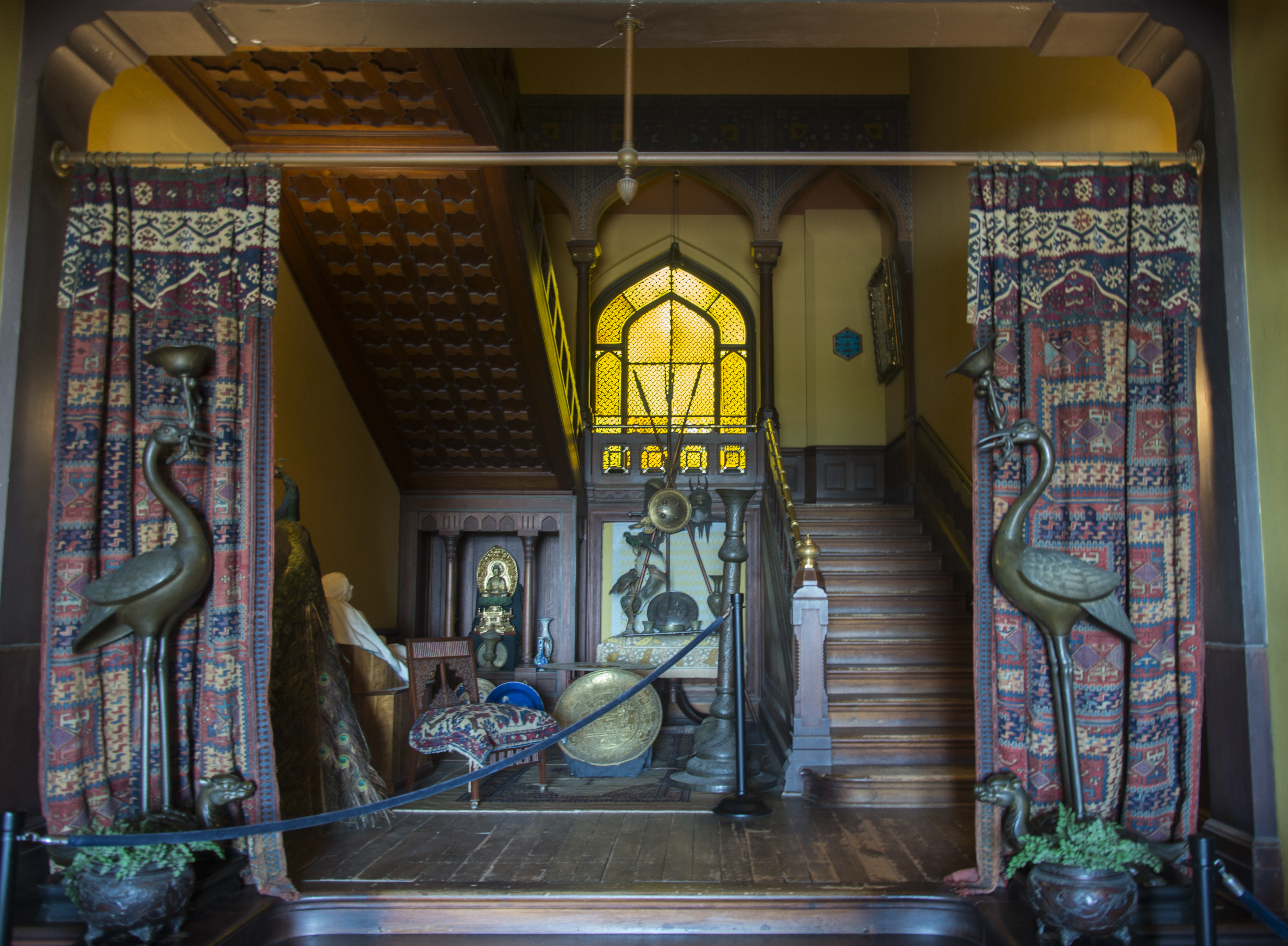
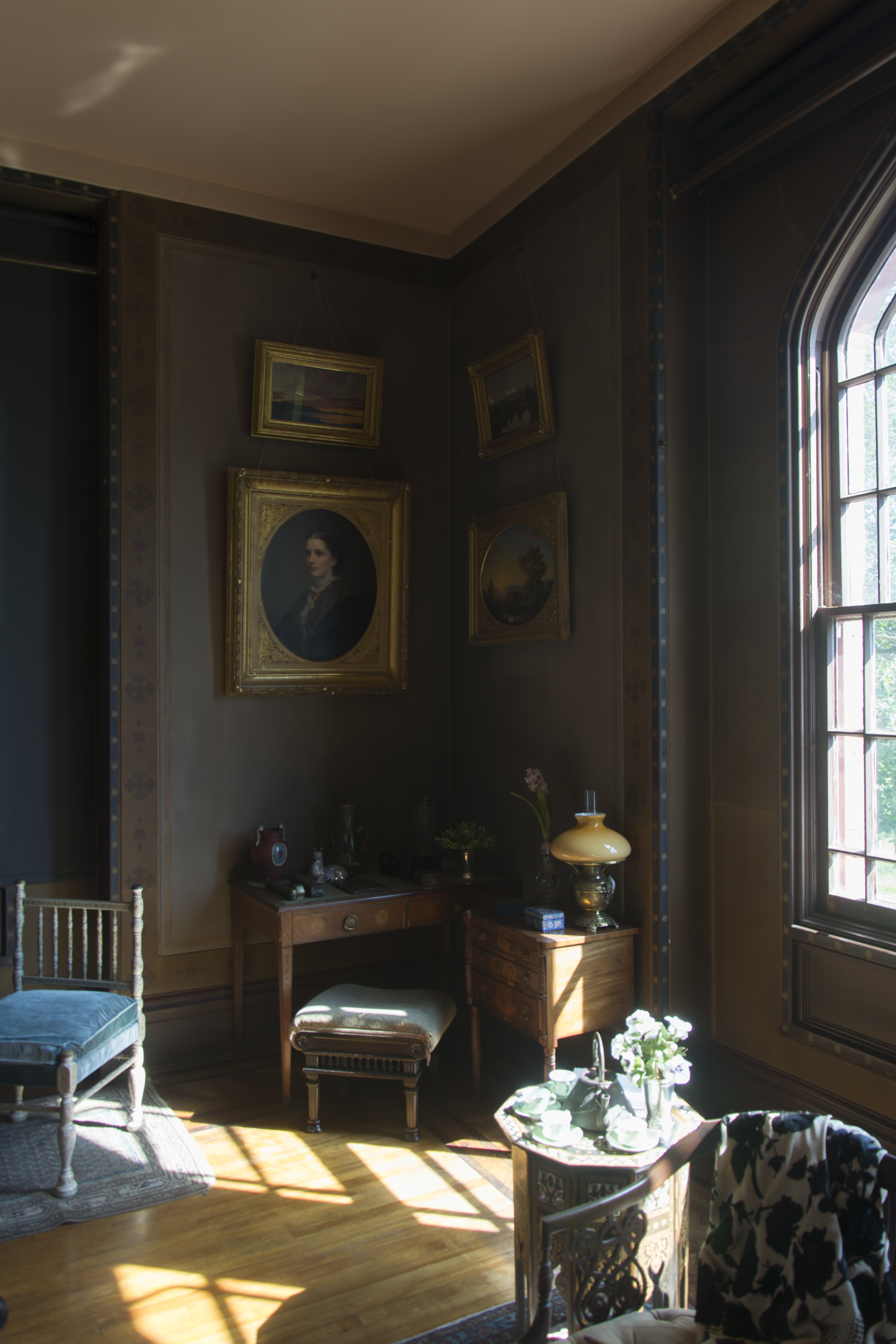
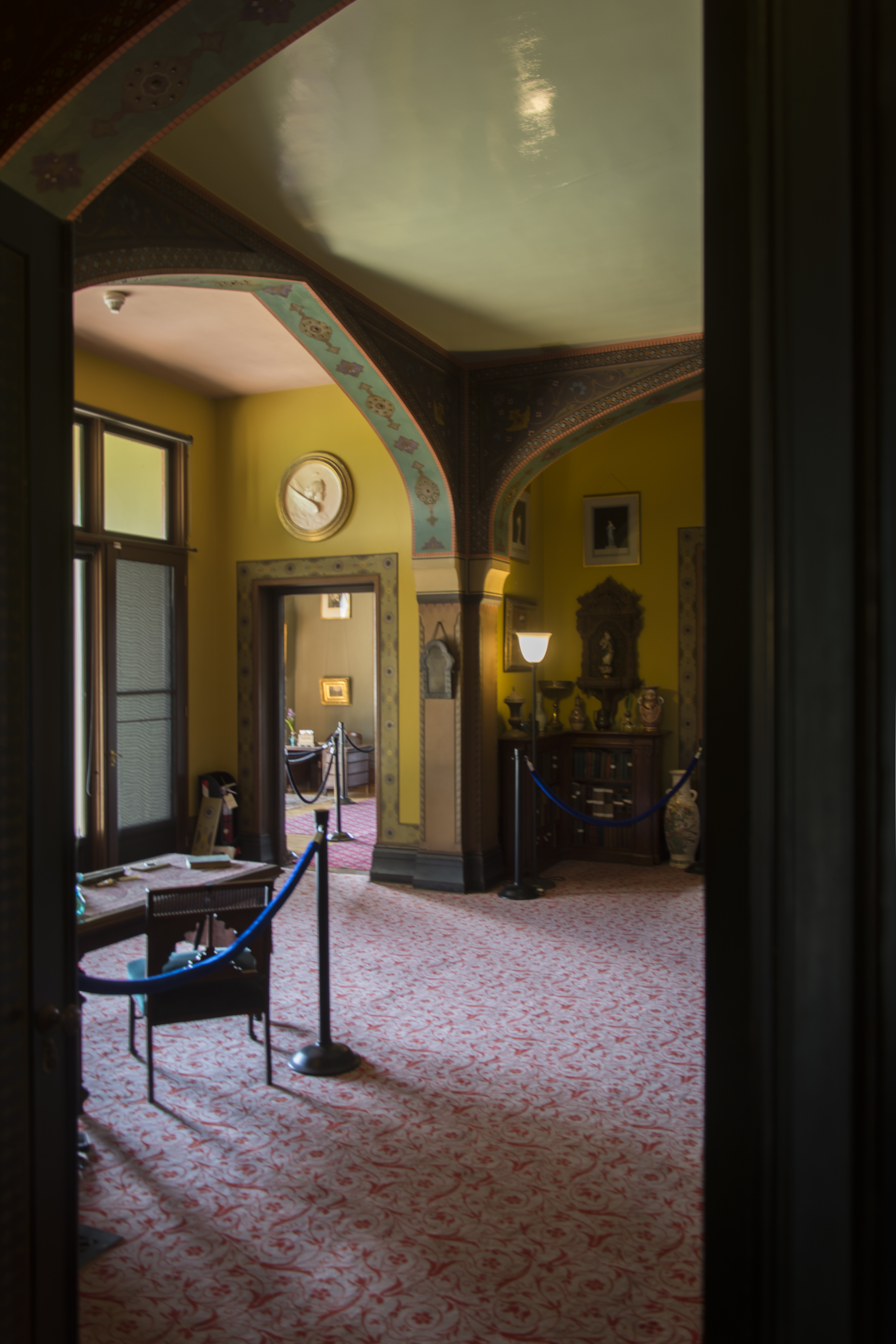